# Чёрная (приток Суры)
Чёрная — река в России, протекает по Горномарийскому району Марий Эл и Ядринскому району Чувашской Республики. Устье реки находится в 34 км от устья Суры по правому берегу. Длина реки составляет 14 км.
Исток реки в Горномарийском районе близ границы двух республик в 17 км к северо-востоку от города Ядрин. Река течёт на юго-запад, в нижнем течении образует границу Марий Эл и Чувашии. В среднем течении на левом берегу реки село Засурье (Чувашия). Приток — Малая Чёрная (левый). Впадает в Суру в 10 км к северу от Ядрина

## Данные водного реестра
По данным государственного водного реестра России относится к Верхневолжскому бассейновому округу, водохозяйственный участок реки — Сура от устья реки Алатырь и до устья, речной подбассейн реки — Сура. Речной бассейн реки — (Верхняя) Волга до Куйбышевского водохранилища (без бассейна Оки).
Код объекта в государственном водном реестре — 08010500412110000040414.